# サヤエンドウ/裸足のシンデレラボーイ
『サヤエンドウ / 裸足のシンデレラボーイ』（サヤエンドウ/はだしのシンデレラボーイ）は、日本の男性アイドルグループ、NEWSの5枚目のシングル。

## 概要
内博貴謹慎後初のシングルで、NEWS初の両A面シングル。初回生産限定盤と通常盤ではジャケットデザイン・収録曲順が異なる。当初は2006年1月に7人でレコーディングが行われたものが収録される予定だったが、同月に草野博紀の不祥事が発覚したため、急遽、草野を除く6人でレコーディングし直し、発売に至った。不祥事の連帯責任を取るため、このシングルのプロモーション活動は自粛され、音楽番組などへの出演を一切しなかったが、2007年に活動を再開してから『ザ少年倶楽部プレミアム』『ミュージックステーション』などで披露した。
裸足のシンデレラボーイは後に2008年に放送されたドラマ『一瞬の風になれ』の主題歌になった。これは内の芸能活動復帰後、最初のドラマの出演作(主演)でもある。
ジャニーズ・エンタテイメントの公式サイトでは、CD発売を記念して野菜のサヤエンドウの中の豆が活躍する8コマ漫画を掲載し、歌詞の世界観を台詞なしで表した。また、同漫画を下地とする塗り絵企画も行い、募集した作品のうち優秀なものは公式サイト上で発表された。

## チャート成績
発売初週に15.2万枚を売り上げ、メジャーデビューシングル『希望〜Yell〜』以来、オリコンチャートで5作連続初登場1位を記録。これはKinKi Kids・光GENJIに続く歴代単独3位である。

## 収録曲

### 通常盤
1. 裸足のシンデレラボーイ
作詞：zopp、作曲・編曲：Shusui, Stefan Aberg
  - 内博貴主演 フジテレビ系ドラマ『一瞬の風になれ』主題歌。

都会に出たものの夢に破れて故郷へ戻ってきた若者の姿を歌っている[2]。
歌詞の中に出てくる「アスタラビスタ」とは、スペイン語で「Hasta la vista」と書く別れの言葉だが、同じスペイン語の別れの言葉「Adios」と比較すると「Hasta la vista」には再会の意が含まれており、ニュアンス的には日本語の「また会いましょう」や英語の「I will be back」に近い。作詞者のzoppは映画『ターミネーター2』に影響を受け、このフレーズを使う事を決めた[3]。
「サヤエンドウ」とは違いPVは存在しない。
2. サヤエンドウ
作詞：zopp、作曲・編曲：Shusui, Fredrik Hult, Jonas Engstrand, Ola Larsson　補編曲：大坪直樹
  - 映画『ONE PIECE THE MOVIE カラクリ城のメカ巨兵』主題歌

修二と彰「青春アミーゴ」の制作に携わったzoppやShusuiらが、それぞれ作詞・作曲を担当している。歌詞は『ONE PIECE』の世界観そのものを意識しており、サヤエンドウのサヤを海賊船、中の豆を海賊に例えている。サヤの中に豆が並びサヤエンドウという一つの野菜になっている様子が『ONE PIECE』に登場する海賊たちを思わせ、また、NEWSも全員で一つのグループだという意味を込めて作詞された[2]。
歌詞に出てくる「ガンダラーダ」という言葉は友情を示すための呪文という設定であり[4]、前述の8コマ漫画の中では、呪文を聞いた豆が仲間のために奮闘するという場面があった。
活動自粛の影響を受けてか、PVは当初は『ONE PIECE THE MOVIE カラクリ城のメカ巨兵』の映像を編集したものになっていた。2007年の活動再開に伴い、コンサートでのパフォーマンス映像と、メンバーをモデルとしたアニメーションを組み合わせた新たなPVが作られ、2006年末頃からMUSIC ON! TVやスペースシャワーTVなどの音楽専門チャンネルを中心に放映されるようになる。
3. 裸足のシンデレラボーイ (オリジナル･カラオケ)
4. サヤエンドウ (オリジナル･カラオケ)

### 初回限定盤
1. サヤエンドウ
2. 裸足のシンデレラボーイ